# Prefectura de Kasgar
Kasgar (en uigur: قەشقەر, romanizado: Käxkär; en chino, 喀什噶尔; pinyin, Kāshén gá'r) también conocida por su nombre chino de Kashi (en chino, 喀什地区; pinyin, Kāshí Dìqū) es una prefectura bajo la administración directa de la Región autónoma de Sinkiang, República Popular China. Su área es de 111 398 km² y su población total para 2020 superó los 4,5 millones de habitantes.

## Administración
La prefectura de Kasgar está conformada de 13 localidades que se administran en 1 ciudad suburbana y 12 condados rurales.
- Ciudad Kasgar 喀什市
- Condado Shufu 疏附县
- Condado Shule 疏勒县
- Condado Yengisar 英吉沙县
- Condado Poskam 泽普县
- Condado Yarkant 莎车县
- Condado Kargilik 叶城县
- Condado Makit 麦盖提县
- Condado Yopurga 岳普湖县
- Condado Peyziwat 伽师县
- Condado Maralbexi 巴楚县
- Condado autónomo Tashkurgán 塔什库尔干塔吉克自治县